# Manteuffel (herb szlachecki)
Manteuffel – herb szlachecki.

## Opis herbu
W polu srebrnym, nad dwoma poprzecznymi pasami (wyższym błękitnym, niższym czerwonym), orzeł czarny. Klejnot: dwa skrzydła czarne: na prawym pas lewo-ukośny czerwony, na lewym – prawo-ukośny błękitny. Labry: z prawej strony od góry błękitno-srebrne, od dołu czarno-czerwone; z lewej – odwrotnie.